# Chaka Fattah
Chaka Fattah (ur. jako Arthur Davenport 21 listopada 1956) – amerykański polityk, członek Partii Demokratycznej. W latach 1995–2016 był przedstawicielem drugiego okręgu wyborczego w stanie Pensylwania w Izbie Reprezentantów Stanów Zjednoczonych.